# William Kent

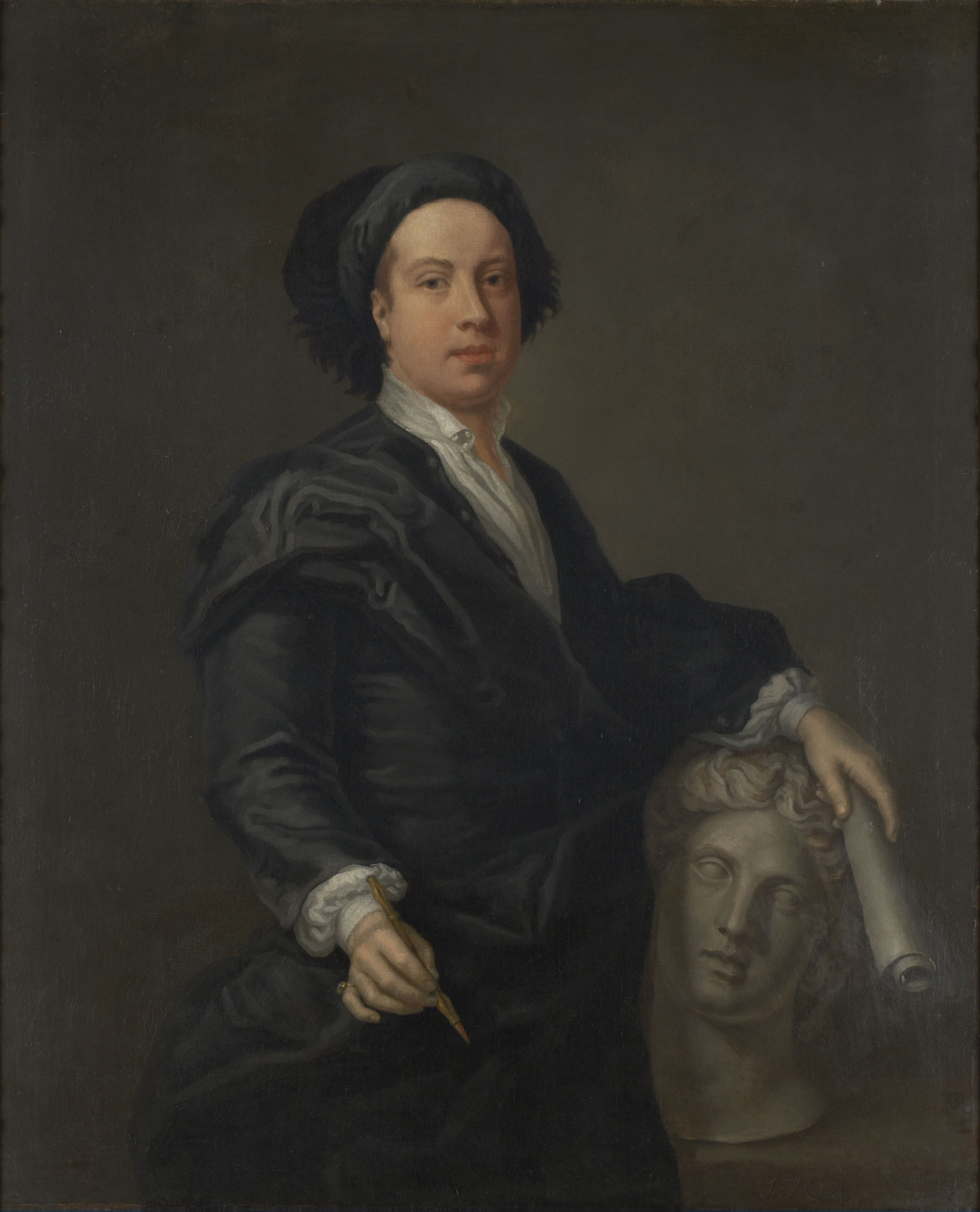
William Kent.

William Kent, född 1685 i Bridlington, East Riding of Yorkshire, död 12 april 1748 i London, var en engelsk konstnär.

## Biografi
Kent begav sig 1710 till Rom för att utbilda sig till målare. Trots att han efter sin återkomst till London utnämndes till hovmålare, lär han dock ej ha varit långt kommen i konsten. Om hans medelmåttiga förmåga jämväl som bildhuggare
vittnar Shakespeares staty i Westminster Abbey. 
Med större framgång ägnade han sig åt arkitekturen och gjorde utkast till ett lanthus, Holkham, rätt storartat, men oharmoniskt, varemot den av honom utförda nordfasaden till Treasury buildings i Whitehall hör till den tidens bättre produkter. Mest känd har han dock blivit såsom den, vilken man allmänt tillerkänner äran av att ha givit upphov till den så kallade engelska trädgårdsstilen.